# Marie-Curie-Schule (Bremen)
Die Marie-Curie-Schule im Bremer Stadtteil Horn-Lehe ist eine Halbtags-Grundschule mit derzeit 205 (Stand: 2015) Schülerinnen und Schülern.

## Geschichte
Die Marie-Curie-Grundschule wurde 1971 im Leher Neubaugebiet errichtet. Zunächst war sie sechsjährig, bis 1977 die Orientierungsstufe eingeführt wurde. Bis 2005 verblieben 5. und 6. Klasse in den Räumlichkeiten der Grundschule. Die Schule wurde 2003 saniert.

## Besonderheiten
Jeder Klassenraum verfügt über zwei Computer. Zwei Stunden die Woche werden den Schülern Kompetenzen am Computer vermittelt und durch einen „Computerführerschein“ zertifiziert. Schulalltagsbegleitend wird eine Lerngymnastik, das sogenannte Brain-Gym angeboten, bei dem beide Gehirnhälften angesprochen werden sollen. Seit 2008 gibt es einen Schulhund, eine Labradoodle-Hündin namens Luna. Seit 2015 werden außerdem Sprachkurse für Geflüchtete angeboten.
Am 15. September 2015 war die Marie-Curie-Grundschule eine Station für Kinderbuchautor Stefan Gemmel bei seinem Weltrekordversuch „Mit 80 Lesungen um die Welt – die schnellste Lesereise überhaupt“.

## Kooperationen
- FlorArtium: Lehrgarten der Gartenfreunde Bremen
- Stiftungsdorf Hollergrund (Seniorenzentrum)
- Bremer Schuloffensive

## Preise
2007 wurde in Kooperation mit dem „Transferzentrum für Neurowissenschaften und Lernen“ in Ulm und dem Frankfurter Verein „Mehr Zeit für Kinder e. V.“ ein innovatives Konzept zur Pausengestaltung eingeführt. In einer 45-Minuten-Pause werden verschiedene Spielangebote vorgehalten, die die Schüler nutzen können. Für dieses Konzept erhielt die Marie-Curie-Schule einen Preis der Initiative Spielen macht Schule.
Für das Theaterstück Wir suchen den Weihnachtsstern, das sich mit dem Thema Intoleranz und Ausländerfeindlichkeit beschäftigt, erhielt die Grundschule den Bremer Jugendpreis „Dem Hass keine Chance“ 2013. Der Bremer Senat lobte dafür 1000 Euro aus.